# Saint-Secondin

Saint-Secondin este o comună în departamentul Vienne, Franța. În 2009 avea o populație de 556 de locuitori.